# Macrochelys temminckii
La tortuga caimán (Macrochelys temminckii) es una especie de tortuga criptodira de la familia Chelydridae que vive en América. Es una de las mayores tortugas de agua dulce del mundo. Su nombre científico es en honor al zoólogo neerlandés Coenraad Jacob Temminck.

## Descripción

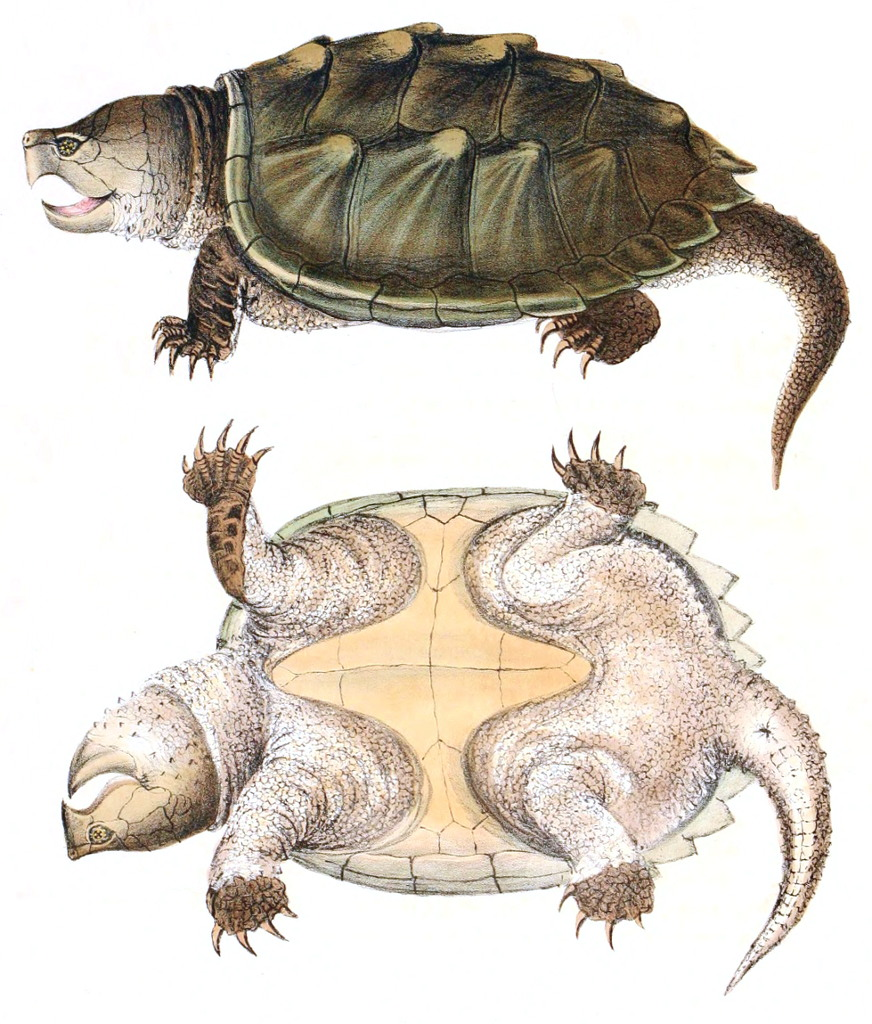
Vista lateral y ventral.

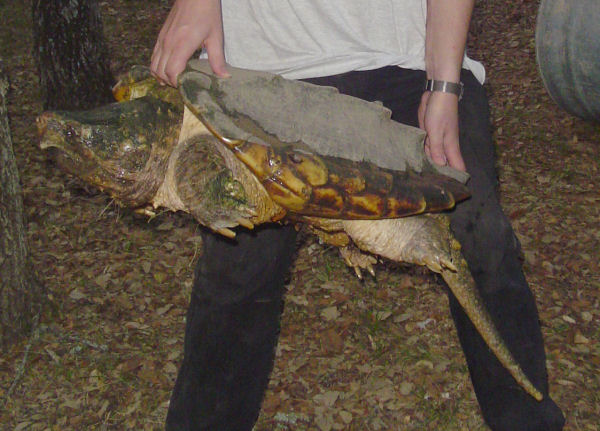
Ejemplar de unos 20 kg.

Esta tortuga se caracteriza por su gran cabeza y su cola larga y gruesa. Su caparazón posee tres hileras osteodérmicas dorsales.
Respecto a su coloración, es gris, marrón, negro, o verde oliva, a menudo cubiertos de algas. Poseen patrones de color amarillo alrededor de los ojos, para romper el esquema visual y mantener a la tortuga camuflada.
Su peso en ejemplares adultos en promedio alcanza los 80 kg y una longitud de 75 cm. Sin embargo, se han citado casos de tortugas caimán de más de 80 centímetros y 110 kilos de masa corporal.
En los ejemplares maduros, aquellos con una longitud de caparazón recto de más de 30 cm, los machos y las hembras se pueden diferenciar por la posición de la cloaca del caparazón y por el grosor de la base de la cola. La cloaca de un macho maduro se extiende más allá del borde del caparazón, la de una hembra se coloca exactamente en el borde, si no más cerca del plastrón. La base de la cola del macho también es más gruesa en comparación con la de la hembra debido a los órganos reproductores ocultos.
Dentro del hocico, esta tortuga posee en la punta de la lengua un apéndice vermiforme (que imita la forma de un gusano), con la finalidad de atraer peces. Para cazar se mantiene inmóvil en el fondo del agua con el hocico abierto, moviendo la lengua para atraer peces. Cuando uno de estos se acerca, cierra el hocico con gran velocidad y fuerza.
Esta tortuga debe manejarse con extremo cuidado y considerarse potencialmente peligrosa. Esta especie puede morder con una fuerza tal que es capaz de  romper el mango de una escoba y se han reportado casos raros en los que la especie ha mordido limpiamente dedos humanos. No se ha informado, sin embargo, que esta especie haya causado muertes humanas.

## Hábitat y distribución
Habita en el río Misisipi y sus afluentes, hacia el sureste de Estados Unidos. También se encuentra en el río Misuri, tan al norte como la presa de Yankton, en Dakota del Sur.
También se encuentran en ríos de América del Norte, como en el Noreste de México (estados de Tamaulipas y Nuevo León).
Se han reportado casos de sueltas ilegales en países de Centro Europa. Algunos ejemplares de tortuga caimán fueron liberadas o escaparon en ríos de la República Checa, Alemania y Hungría. En el estado alemán de Baviera, una tortuga caimán hirió a un niño, pero no llegó a ser capturada. En Hungría, una tortuga fue capturada en medio de una calle cerca de un lago. Estos países han incluido a la tortuga caimán como especie invasora, prohibiendo su tenencia, cría o liberación en medios naturales.

## Alimentación

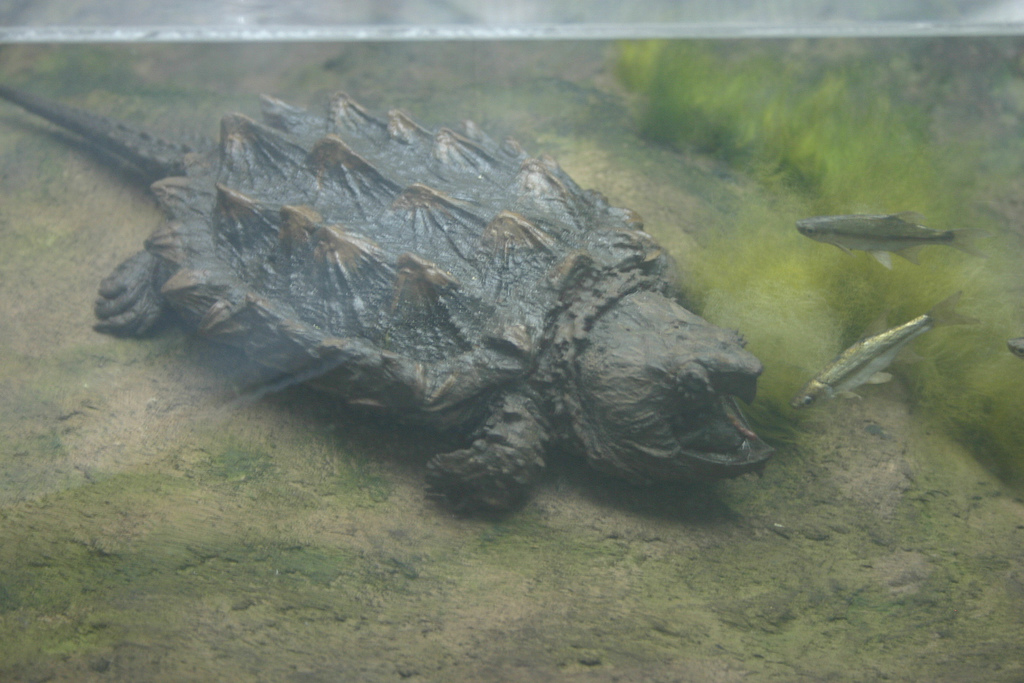
Tortuga caimán en posición de caza con la boca abierta para atraer presas.

Son carnívoras oportunistas con una dieta muy amplia. Su dieta se compone de peces, anfibios, aves, mamíferos (como armadillos o coipús), crustáceos, insectos, otras tortugas y carroña. En cautividad puede consumir casi cualquier tipo de carne, incluyendo ratones, peces, langostas ratones.
En un estudio realizado en Luisiana, se descubrió que el 79,8% del contenido estomacal de la tortuga caimán estaba compuesto por otras tortugas, aunque la resistencia de los fragmentos de caparazón y hueso de reptil a la digestión pudo haber llevado a que estos fragmentos permanecieran más tiempo en el sistema digestivo. Esta especie también puede, en ocasiones, cazar roedores acuáticos, incluidas las nutrias y las ratas almizcleras, o incluso arrebatar otros mamíferos de tamaño pequeño a mediano, como ardillas, ratones, zarigüeyas, murciélagos  cuando intentan nadar o se acercan a la orilla del agua. 
La tortuga caimán aparentemente caza con mayor frecuencia de noche. Sin embargo, también puede cazar durante el día. Durante el día, puede tratar de atraer peces y otras presas sentándose tranquilamente en el fondo del agua turbia y dejando que sus mandíbulas cuelguen abiertas para revelar el apéndice de la lengua, que parece un pequeño gusano rosado en la parte posterior de su boca gris. La lengua vermiforme imita los movimientos de un gusano, atrayendo presas a la boca de la tortuga. Luego se cierra la boca con tremenda velocidad y fuerza, completando la emboscada. Aunque la tortuga no caza activamente a su presa, puede detectar señales quimiosensoriales de la presa, para elegir el lugar en el que es más probable que atrape comida. Los peces pequeños, a menudo son capturados de esta manera por las tortugas caimanes más jóvenes, mientras que los adultos deben comer una mayor cantidad por día y deben alimentarse de manera más activa. Aunque no es una fuente de alimento habitual para ellas, incluso se que pueden llegar a comer crías de aligátor americano.

## Hypomelanismo

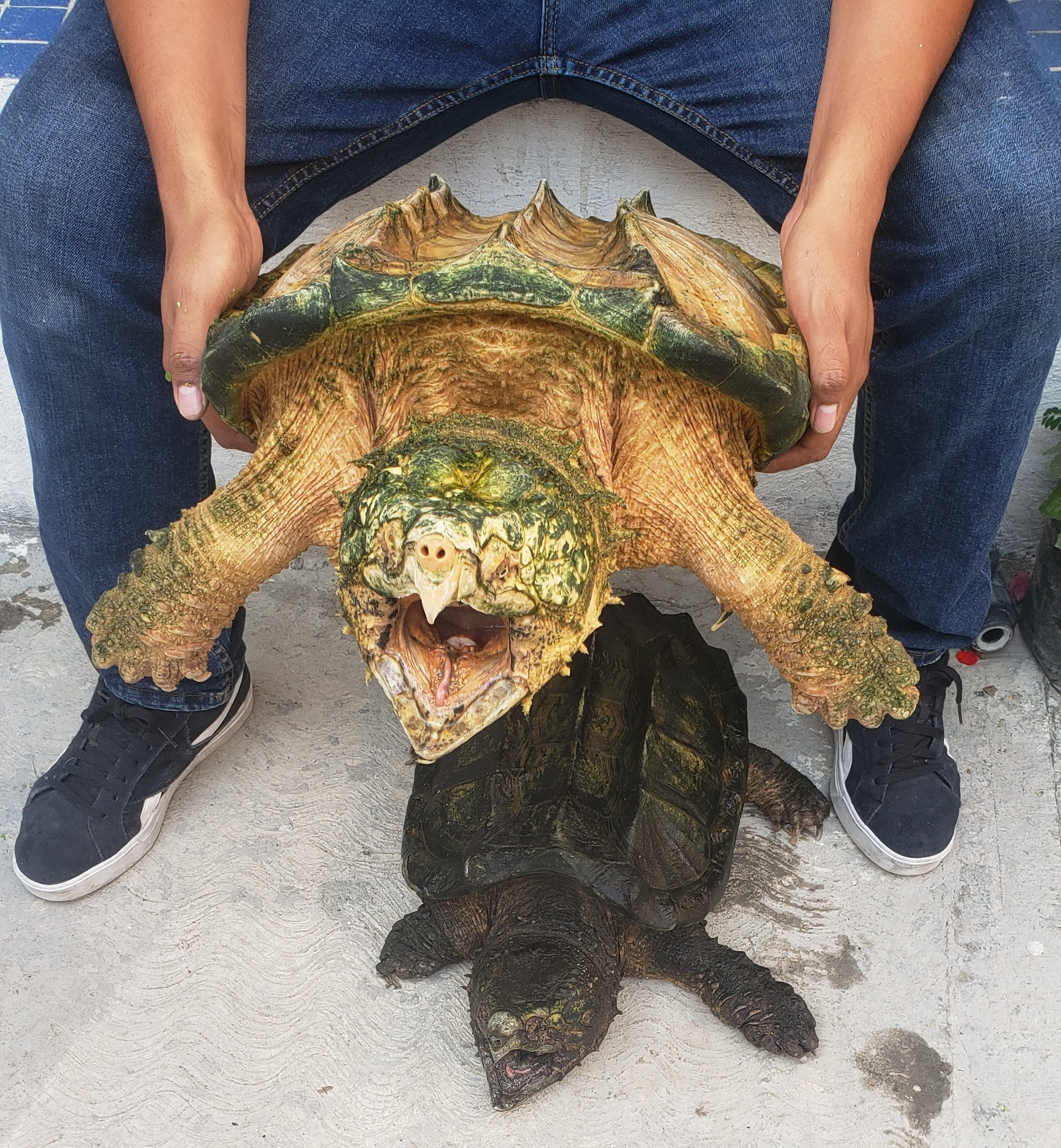
Tortuga caimán con hypomelanismo (arriba) y tortuga caimán nominal(abajo)

Esta mutación genética se caracteriza por la disminución en la producción de melanina comparada con la de ejemplares fenotípicos, donde la pigmentación de la piel es más clara, así como la coloración de los ojos, pasando estos de ser cafés a casi blancos.
Ejemplares de esta especie con Hypomelanismo son presa fácil para sus depredadores en vida silvestre, debido a que les impide mimetizarse adecuadamente con su entorno, por lo que se encuentran casi exclusivamente en cautiverio, siendo la población conocida de estos extremadamente reducida.